# Charlotte van Schaumburg-Lippe
Charlotte van Schaumburg-Lippe (Kasteel Ratibořice bij Česká Skalice, 10 oktober 1864 — Bebenhausen, 19 juli 1946) was een prinses uit het Huis Schaumburg-Lippe.
Zij was een dochter van Willem Karel van Schaumburg-Lippe en Bathildis van Anhalt-Dessau en een kleindochter van George Willem van Schaumburg-Lippe.
Charlotte groeide op, op het aan de familie toebehorende kasteel te Náchod, in Bohemen. Zij legde zich toe op muziek, sport en vooral ook met de jacht. Op 8 april 1886 trouwde ze met kroonprins Willem van Württemberg, die even daarvoor weduwnaar was geworden van Maria van Waldeck-Pyrmont, een zuster van de Nederlandse koningin Emma, die hem een dochter (Pauline) nagelaten. Dit huwelijk werd door de Württembergers, evenals Willems eerste echtverbintenis, gezien als ver beneden zijn stand. Charlotte werd - anders dan haar man - nooit erg populair bij de bevolking.
.

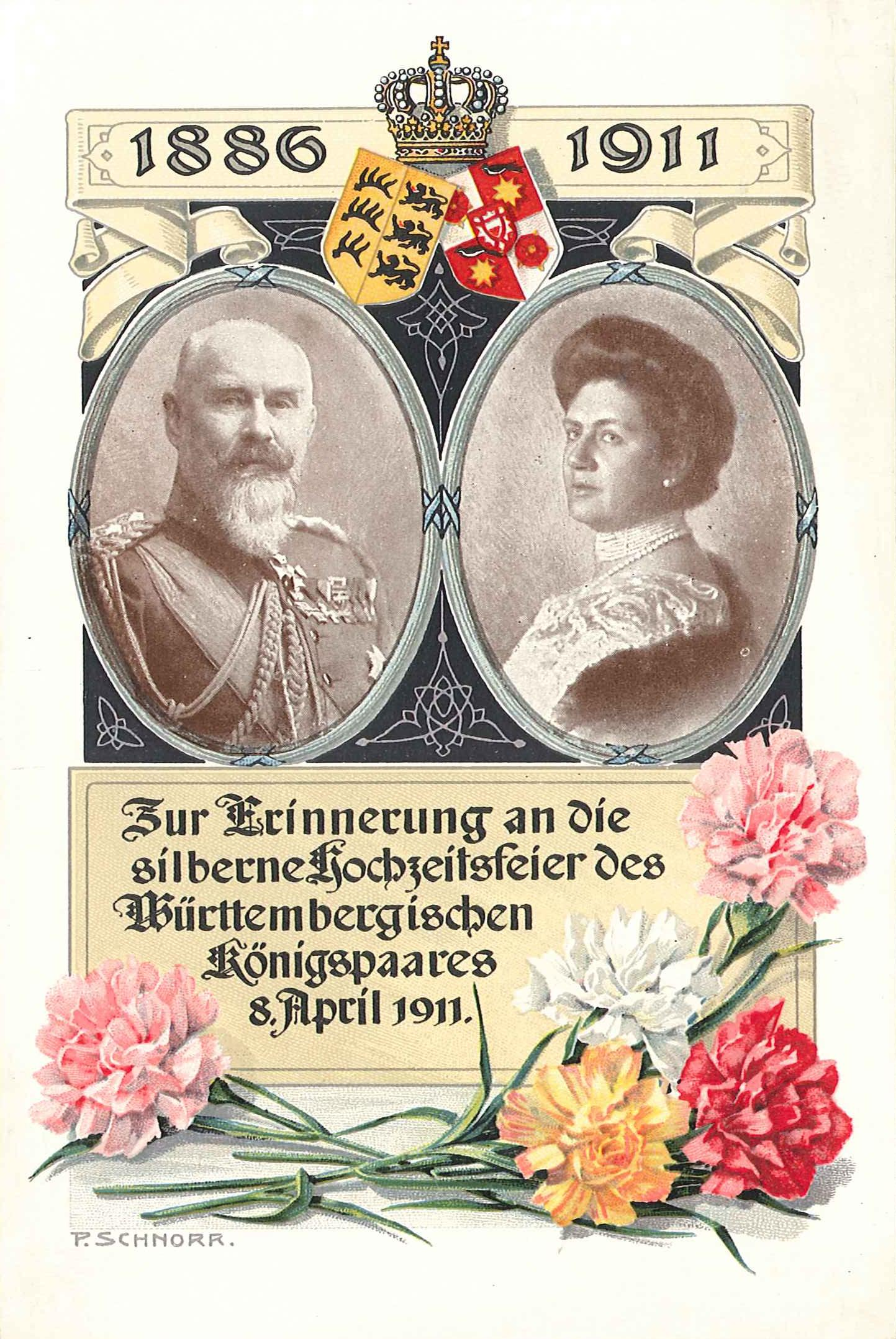
Ansichtkaart, uitgegeven bij het zilveren huwelijk van Charlotte en Willem

Het huwelijk bleef kinderloos. Haar man besteeg op 6 oktober 1891 de troon. Nadat haar man op 30 november 1918 teruggetreden was als koning, leefde het paar teruggetrokken in Bebenhausen, als hertog en hertogin van Württemberg. Charlotte zou haar man bijna zesentwintig jaar overleven. In 1944 kreeg ze een beroerte, waarna ze de laatste twee jaren van haar leven afhankelijk was van een rolstoel.